# Пирке де рабби Элиэзер
«Пирке де рабби Элиэзер» (Элиезер), или «Барайта рабби Элиезера» (ивр. ברײתא ר' אליעזרר‎), — агадическо-мидрашистское произведение, толкующее Книгу Бытия, часть Книги Исхода и некоторые места из Книги Чисел. Это произведение, написанное в Италии после 883 года, долго приписывалось раввину (рабби) Элиэзеру бен-Гиркану (I—II века).

## Другие именования
К концу XII века его цитировали под различными названиями:
- «Пирке рабби Элиезер га-Гадол» («Pirke Rabbi Eliezer ha-Gadol»; Маймонид, Moreh, II, XXVI);
- «Пирке рабби Элиезер бен-Гиркан» («Pirke Rabbi Eliezer ben Hyrcanus»; Seder r. Amram[англ.], изд. Варшава, 1865, p. 32a);
- «Барайта де рабби Элиезер» («Baraita de-Rabbi Eliezer»; Aruch, s. v. קרקס; Раши к Быт. 17:3; глосса к комментарию Раши к Мег., 22б; David Kimchi, Schoraschim, s, v. עור);
- «Гагада де рабби Элиезер бен-Гиркан» («Haggadah de-Rabbi Eliezer ben Hyrcanus»; R. Tam, в Toc. Кет., 99а).

## Текст

### Содержание
Всё произведение разделено на 54 главы, которые можно по содержанию представить в виде семи групп.
- I) главы I и II трактуют о юноше Элиэзере, о его страстном стремлении к изучению Торы и об его успехах в Иерусалиме.
- II) главы III—XI, соответствующие Быт. 1— 2, рисуют подробно сотворение мира.
  - В первый день Господь создал 4 ранга ангелов и 47 облаков.
  - Во второй день появились остальные ангелы, небеса, огонь людской и пламя геенны.
  - На третий день произошло разделение вод, появление плодовых деревьев и трав.
  - Четвёртый день ознаменовался сотворением небесных светил. Здесь же изложены астрономия и установление вставочных дней в лунный год. Вычисление високосного года приписывается самому Богу, который преподал это Адаму, а от него оно перешло к Эноху, Ною, Шему и праотцам: Аврааму, Исааку и Якову.
  - На пятый день были сотворены птицы и рыбы; тогда же была сотворена рыба, поглотившая пророка Иону; по этому поводу излагается повесть о пророке.
  - На шестой день Господь сотворил первых людей. Ввиду того что Господь является первым царём над людьми, следует перечень всех великих правителей.
- III) главы XII—XXIII, соответствующие Быт. 2—8; 24; 29; 50, трактуют о времени, прошедшем от Адама до Ноя. Описывается водворение Адама в рай, сотворение Евы и козни змея-искусителя. По этому поводу дается описание трёх великих зол, сокращающих людскую жизнь: зависть, алчность и честолюбие. Затем идёт повествование о десяти богоявлениях, или сошествиях Господа на землю (ירידות עשר):

- - 1) к Адаму в раю;
  - 2) во время столпотворения;
  - 3) при разрушении Содома;
  - 4) к Якову в Египте;
  - 5) к Моисею в неопалимой купине;
  - 6) на горе Синайской;

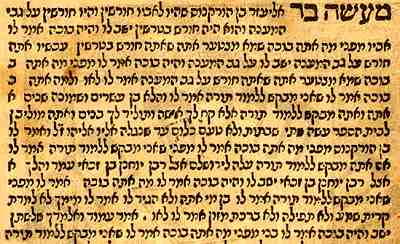
Часть печатного текста

  - 7) к Моисею в расселине скалы, נקרת הצור;
  - 8 и 9) два раза в Скинии Собрания;
  - в 10-й раз Бог сойдёт во время пришествия Мессии.

Эти 10 сошествий Господних служат как бы основной темой для всей книги. Адаму указан путь добра и зла, он кается в своем преступлении. На этом повествование о праотцах прерывается, затем следует рассуждение о трёх столпах, на которых держится мир, это: 1/ Тора (закон); 2/ Богослужение (עבודה) и 3/ оказание помощи ближнему (גמילות חסדים) и т. д. После этого следует перечисление десяти предметов, созданных, согласно традиции, в пятницу вечером, и толкование Пс. 8, приписываемого Адаму. Затем следует продолжение повести о грехопадении Адама и Евы, история Каина и Авеля, рождение Шета, о грешном роде людском и о Ное.
- IV) главы XXIV—ΧΧV, соответствующие Быт. 9, 10, 11, 18, 19, повествуют о втором сошествии Господа на землю при вавилонском столпотворении. Следует рассказ о том, как Нимврод был убит Исавом.
- V) главы XXVI—XXXIX, соответствующие Быт. 40, 50, повествуют о времени между Авраамом и смертью Иакова. «Пирке де р. Элиезер» передаёт подробно о девяти искушениях Авраама, о пленении Лота и погоне патриарха за союзными царями и т. д. по книге Бытия, с разными сказаниями и этическими сентенциями.
- VI) главы XL—XLVI, соответствующие Исх. 2—4; 14—20, 23—34, трактуют о Моисее до того дня, когда он ударил в скалу. Повествования совпадают в целом с библейскими. Также рассказывается о Сауле и Амалеке и о Санхерибе. Затем речь снова идёт о библейских событиях из жизни евреев в пустыне, о золотом тельце, о сошествии Моисея с Синая и о его молитве за евреев, об уничтожении тельца и седьмом появлении Господа Моисею.
- VII) главы XLVII—LIV, соответствующие Исх. 15; Чис. 2; 5, 9—13; 25; 26, рассказывают о событиях во время странствования евреев в пустыне, переходят затем к повести о Гамане, Эсфири и Навуходоносоре и перечисляют семь чудес, о которых передает Библия, и т. д.[2].

### Упоминания обычаев и постановлений
Что касается обычаев и постановлений, то в Пирке упоминаётся следующие: чтение пс. 92 во время богослужения в пятницу вечером, благословение «Bore Meore ha-Esch» во время «габдалы» (20, ср. Пес., 54а), обычай рассматривать свои ногти при этом благословении и мочить вином габдалы свои брови (20); молитва, известная под именем «Tal» (молитва о росе) в первый день Пасхи (32), обычай трубить в «рог» в синагогах в день новолуния месяца Элул (46), добавление отрывка из Втор. 21:20, к ежедневной молитве «Schema» (23).
Из обычаев, стоящих в связи с обрезанием, в тексте приведены: оставление особого кресла для невидимо присутствующего пророка Илии (39).
Из обычаев, относящихся к бракосочетанию, упомянуты: совершение обряда под балдахином (12), присутствие дружек, שושבינים, около новобрачных, произнесение благословений хаззаном (12), воспрещение женщинам появляться с непокрытой головой (14; ср. Кет., 72а) и многое др..
Многие главы Пирке кончаются благословениями, взятыми из молитвы «Шмоне-Эсре».
Большое внимание уделяет автор второму дню творения, особенно так называемому «Маасе Меркава» («Описание небесной колесницы»; Иез. 1), которое сильно напоминает Донноло и «Алфавит р. Акибы», хотя оно старее их по времени, почему и не упоминает о «Hechalot». Это описание находится в непосредственной связи с описанием сотворения семи планет и двенадцати знаков зодиака, с речью о махзоре (молитвенник для праздников), о «текуфот» (временах года) и с рассуждением о добавочных днях для уравнения солнечного года с лунным. Автор вводит в цикл этих лет (3, 6, 8, 11, 14, 17, 19) пятый год вместо шестого. Кроме того, его цикл луны рассчитан на 21 год, когда по истечении этого времени луна снова занимает прежнее положение в течение недели, что, впрочем, может случиться лишь однажды за период 689,472 года, согласно обычному счислению.

### Манускрипты
Манускрипты этого произведения хранятся в Парме (№ 541), в Ватиканской библиотеке (от 1509 г. за № 303) и в Гальберштадтской библиотеке.

### Первое издание
Первое издание Пирке: Константинополь, 1518. Толкования к нему написаны Давидом Лурье и Авраамом Бройде. Первый комментарий вошёл в виленское, второй во львовское издание; в варшавском изд. анонимный комментарий ביאור מספיק. И комментарий Вольфа Эйнгорна в его издании под названием «תנאים מדרש».

## Критические исследования
По мнению Цунца, сохранился лишь отрывок из «Пирке де р. Элиезер». По мнению Горвица, автор Пирке разработал лишь те повествования, которые имели отношение к истории всего народа, а не к отдельным личностям, касаясь последних лишь попутно.

### Датирование
Исаак Йост первым обратил внимание на то, что в конце тридцатой главы автор ясно намекает на три стадии развития магометанского могущества. Первая стадия, ограничивавшаяся территорией Аравии (у автора Пирке משא בערב), вторая — завоевание Испании (אײ הים), а затем большой город римский (כרך גדול של רומי) (830). A так как, кроме Исмаила, в Пирке упоминаются ещё имена Фатимы и Айши, то отсюда выводится заключение, что книга написана в то время, когда власть арабов распространялась уже над Малой Азией.
В 30 главе говорится, что Мессия будет царствовать после двух братьев, одновременно занимающих престол. Это наводит на мысль, что книга написана в начале IX века, когда два сына Гаруна Ар-Рашида, Эль-Амин и Эль-Мамун, правили халифатом. Приблизительно ту же дату можно исчислить на основании того, что в Пирке халифат включён в те четыре мировые державы, которые указаны в Талмуде (в Мехильте).

### Авторство
Автор, по-видимому, был из Палестины; это доказывается многими обычаями, которые он упоминает. Другим доказательством этого положения служит то, что все авторитеты, на которых он ссылается, жили, за исключением р. Мешаршии и р. Шемаии, в Святой Земле.
Автором никоим образом не мог быть р. Элиезер (80—118), так как последний был танна, а в Пирке уже имеются ссылки на Pirke Abot и упомянуты авторитеты III века, например р. Шемаия (гл. 23), р. Зеера (гл. 21 и 29) и р. Шила (гл. 42 и 44).

### Сравнительная критика
Об отношении Пирке к «Барайте р. Самуила» см. Sachs, Monatsschrift, I, 277..